# Vinorodni okoliš Vipavska dolina
Vinorodni okoliš Vipavska dolina obsega 2100 ha površine in je del v 7055 ha obsegajoče slovenske vinorodne dežele Primorske. Geografsko je določen s površino Vipavske doline, ki jo omejujejo pogorje Nanosa, Trnovska planota in Kraška planota. Na zahodu je odprta proti Furlanski nižini in je s tem deležna ugodnega mediteranskega podnebnega vpliva. Sama dolina je sicer eden najbolj vetrovnih predelov Slovenije (z Nanosa pogosto piha burja s hitrostmi nad 100 km/h).
V Vipavski dolini uspevajo bele sorte: beli pinot, sauvignon, pinela, zelen, med rdečimi pa so: barbera, merlot in cabernet sauvignon. Vinski zvrsti, pridelani v tem okolišu, sta predvsem vipavec in vrtovčan.